# 汲みたて
『汲みたて』（くみたて）は、古典落語の演目の一つ。原話は、滝亭鯉丈が文政3年（1820年）に出版した『花暦八笑人』の「第三編・下」。
江戸落語では珍しく、夕涼みのシーンで「ハメモノ」(BGM)が入る。
主な演者には、6代目三遊亭圓生や5代目三遊亭圓楽などがいる。

## あらすじ
昔は、各町内に一人は遊芸の師匠がいたもので、「清元」・「常磐津」・「長唄」などを教えていた。それがいい女となると、『我こそは師匠としっぽり』などよからぬ下心を出した「経師屋連」なる連中がわいわい押しかけ、何かと騒動を起こしていた。
ある夏の日。暇な若い衆が寄り集まり、例によって師匠のうわさに熱を上げていた。すると、後からやってきた八五郎が「やめておけ。師匠には、もう定まった相手がいるんだよ」と話す。騒然とする一同が詳しく話を聞いてみると、相手は建具屋の半公。確かに美男子で、女に好かれてもおかしくはない。
「去年の冬にさ、師匠の部屋へ通ってみると、半公が主人然として、師匠と火鉢を囲んでいたんだ」
「火鉢が真ん中。半公向こうの師匠こっち、師匠こっち半公向こう。火鉢が真ん中」と繰り返す八五郎に
「いつまでやってるんだ!!」
とほかの者が怒ると、八五郎曰く「半公がすっと立つと、師匠もスッと立ち上がる。ぴたっと障子を閉めて、中でコチョコチョと二人じゃれついていた」とのこと。
「嘘だと思うなら、ほら、いま師匠の家に与太郎がお手伝いに行ってるだろ？　あいつに聞けば…、ほら、噂をすれば影が差した」
やってきた与太郎に聞いてみると、やっぱり半公がちょくちょく泊まりに来るという。
「師匠と半公が喧嘩して、半公が師匠の髪をつかんでポカポカ…」
「殴ったのか!?」
「うん。だけど、そのあと師匠が『いやな奴に優しくされるより、好きな人にぶたれた方がいい』」
「チクショー！！　そう言えば与太郎…、今日はやけにいい身なりをしているな」
「うん。今日は、師匠と半公のお供で、柳橋から船で夕涼みなんだ」
師匠が「みんなも一緒に｣と言うと、半公が『あの有象無象（うぞうむぞう）どもが来ると、せっかくの気分が台無しになる』」と答えたと、与太郎は説明する。
「何だ、その有象無象ってのは？」
「うん、おまえが有象で、こっち全部無象」
「この野郎!!」
怒り心頭に発した江戸っ子連中、これから皆で押しかけて、逢瀬（おうせ）をぶちこわしてやろうじゃねえかと相談する。
「半公の野郎が船の上で、師匠の三味線で自慢のノドをきかせやがったら、こっちも隣に船を寄せて、鳴り物をそろえて馬鹿囃子を聞かせてやろうじゃないか」
逃げたらどこまでも追いかけていって、頭にきた半公が文句を言ったら「かまわねぇから襟首つかんで川の中に放り込んでしまおう」という算段。
鉦や太鼓を用意し、船に乗り込んでスタンバイしていると師匠と半公が屋根船に乗って現れる。半公が端唄をうなり出すと、待ってましたとばかりにピーヒャラドンドン！
「見てごらん。有象無象が真っ赤になって太鼓をたたいてる」
与太郎がクビを出したので、江戸っ子連中が「てめえじゃ話にならねぇ、半公を出せ！」このまま引き下がっては江戸っ子の恥。連中の言葉を聴いた半公が、師匠の制止を振り切って船べりへ躍り出た。
「なんだ！？　師匠と俺がどういう仲になろうと、てめえたちには関係ないだろうが!!　糞でもくらいやがれ！」
「おもしれえ。くってやるから持ってこい」
川のど真ん中でやりあっていると、その間に肥船がスーッと割って入る。
「汲み立てだが、一杯あがるけえ？」